# Península Antártica

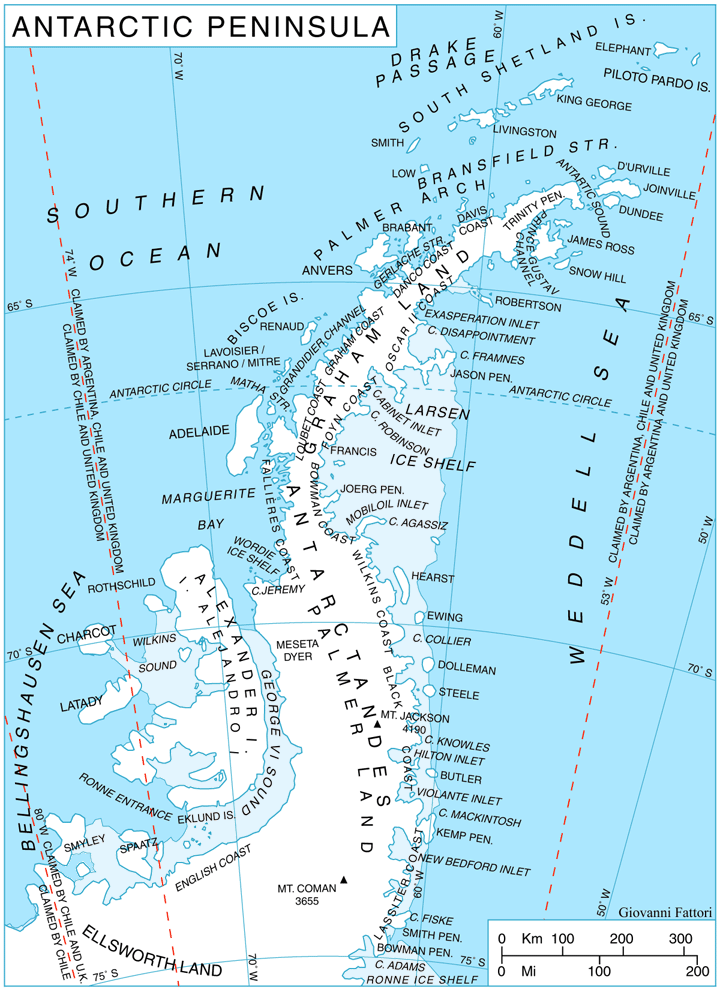
Mapa da Península Antártica

A península Antártica (anteriormente península de Palmer) é a parte continental mais setentrional da Antártida, e quase a única parte desse continente que se estende para fora do Círculo Polar Antártico. Localiza-se no Hemisfério Ocidental, relativamente perto da América do Sul, e o seu extremo norte designa-se Terra de Graham. Integra assim a Antártida Ocidental.
A península é muito montanhosa, com os picos mais altos a atingir cerca de 2 800 metros de altitude. Considera-se que estas montanhas são uma continuação dos Andes, na América do Sul, com uma dorsal submarina a ligar as duas cadeias
Uma vez que a península tem o clima mais suave da Antártica, é aí, e nas muitas ilhas próximas, que se localiza a maior concentração de estações de pesquisa.